# 과민성 방광
과민성 방광(過敏性膀胱)은 특정 증상을 보이는 비뇨기과학적인 상태를 말한다. 과민성 방광의 증상으로는, 요실금을 동반하거나 동반하지 않는 절박으로, 통상 빈도가 잦고 야뇨증을 동반한다. 빈도는 하루 8회를 기준으로 한다. 이러한 정의는 국제요실금학회에 의한 것으로, 다른 방광의 증상과 겹치는 이유로 이 용어의 사용에 대한 논란이 있다. 진료과는 비뇨기과, 산부인과, 가정의학과이다.

## 원인
과민성 방광의 원인은 명확하지 않지만, 여러 가지 추측이 가능하다. 종종 요역동학(urodynamics) 중에 보이는 방광 근육 수축 양상인 배뇨근 과활동성에 관련된다. 과민성 방광의 치료는 통상 배뇨근 과활동성의 치료와 밀접한 관련이 있다. 과민성 방광은 복압성 요실금과는 구별되지만 두 증상이 함께 일어나 복합성 요실금의 상태가 된다.

## 검사
- 배뇨일지

## 치료
- 약물치료

## 참고
1. ↑  네이버 지식백과 <과민성 방광> https://terms.naver.com/entry.nhn?docId=926633&mobile&cid=51007&categoryId=51007